# Seleção Sérvia de Basquetebol
A Seleção Sérvia de Basquetebol é a equipe que representa a Sérvia nas competições internacionais. Mantida pela Federação Sérvia de Basquetebol (Cirílico sérvio: Кошаркашки савез Србије) é herdeira dos resultados esportivos da República Socialista Federativa da Iugoslávia, da República Federal da Iugoslávia e do Estado da Sérvia e Montenegro.
A nova equipe foi criada após o fim do Estado da Sérvia e Montenegro, com o plebiscito sobre a independência de Montenegro realizado em 2006 e sua estreia foi no EuroBasket 2007.

## Medalhas
- Jogos Olímpicos
  -  Prata (2): 1996 e 2016

- Campeonato Mundial
  -  Ouro (2): 1998 e 2002
  -  Prata (2): 2014 e 2023

- EuroBasket
  -  Ouro (3): 1995, 1997 e 2001
  -  Prata (2): 2009 e 2017
  -  Bronze (1): 1999

- Jogos do Mediterrâneo
  -  Prata (1): 2013
  -  Bronze (1): 1997

## Equipe Atual
| Seleção Sérvia - Jogos Olímpicos de 2016 | Seleção Sérvia - Jogos Olímpicos de 2016 | Seleção Sérvia - Jogos Olímpicos de 2016 | Seleção Sérvia - Jogos Olímpicos de 2016 | Seleção Sérvia - Jogos Olímpicos de 2016 | Seleção Sérvia - Jogos Olímpicos de 2016 |
| #                                        | Pos.                                     | Nome                                     | Altura                                   | Nasc.                                    | Clube                                    |
| ---------------------------------------- | ---------------------------------------- | ---------------------------------------- | ---------------------------------------- | ---------------------------------------- | ---------------------------------------- |
| 4                                        | AR                                       | Miloš Teodosić                           | 1,95m                                    | 19/03/1987                               | CSKA Moscovo                             |
| 5                                        | A                                        | Marko Simonović                          | 2,03m                                    | 30/05/1986                               | Estrela Vermelha                         |
| 6                                        | A                                        | Nemanja Dangubić                         | 2,04m                                    | 13/04/1993                               | Estrela Vermelha                         |
| 7                                        | AA                                       | Bogdan Bogdanović                        | 1,97m                                    | 18/08/1992                               | Fenerbahçe Ülker                         |
| 9                                        | AR                                       | Stefan Marković                          | 1,91m                                    | 24/04/1988                               | Unicaja Málaga                           |
| 10                                       | A                                        | Nikola Kalinić                           | 2,02m                                    | 08/11/1991                               | Fenerbahçe Ülker                         |
| 11                                       | AR                                       | Nemanja Nedović                          | 1,91m                                    | 16/06/1991                               | Unicaja Málaga                           |
| 12                                       | AP                                       | Stefan Birčević                          | 2,10m                                    | 13/12/1989                               | Partizan Belgrado                        |
| 13                                       | P                                        | Miroslav Raduljica                       | 2,13m                                    | 05/01/1988                               | EA7 Emporio Armani                       |
| 14                                       | P                                        | Nikola Jokić                             | 2,11m                                    | 19/02/1995                               | Denver Nuggets                           |
| 15                                       | P                                        | Vladimir Štimac                          | 2,11m                                    | 25/08/1987                               | Estrela Vermelha                         |
| 24                                       | AR                                       | Stefan Jović                             | 1,96m                                    | 03/11/1990                               | Estrela Vermelha                         |
|                                          |                                          |                                          |                                          | Técnico:                                 | Aleksandar Đorđević                      |